# Phytodietus rufosus
Phytodietus rufosus är en stekelart som beskrevs av Loan 1981. Phytodietus rufosus ingår i släktet Phytodietus och familjen brokparasitsteklar. Inga underarter finns listade i Catalogue of Life.